# Кудрявцева, Татьяна Сергеевна
Татья́на Серге́евна Кудря́вцева (род. 1 апреля 1953, Ленинград, РСФСР, СССР) — советская и российская актриса театра и кино. Заслуженная артистка Российской Федерации (1996).

## Биография
В 1975 году окончила Ленинградский государственный институт театра, музыки и кинематографии (ныне — РГИСИ) (курс З. Я. Корогодского и Л. А. Додина) по специальности актриса театра и кино. В годы учёбы играла на сцене Ленинградского ТЮЗа. По окончании ЛГИТМиКа была приглашена в труппу Ленинградского ТЮЗа, где проработала до 1985 года, сыграв десятки ролей в амплуа травести. Исполняя роли, предназначенные актрисе-травести, Татьяна Кудрявцева стремилась к острой характерности, которой наделяла свои персонажи. После исполнения ролей в спектаклях «Кошка, которая гуляла сама по себе», «Бэмби», «Радуга зимой» и других делегатское собрание ТЮЗа наградило Татьяну Кудрявцеву медалью «Пелагея Стрепетова».
В эти же годы Татьяна Кудрявцева много работала на радио и телевидении. Заметной ролью стала принцесса Маня в телевизионном двухсерийном мюзикле «Захудалое королевство» Г. Селянина, записанном на Ленинградском телевидении в 1978 году. В 1980 году Татьяна Кудрявцева снялась в художественном фильме «Крупный разговор» Г. Глаголева.
Расширяя своё амплуа, Татьяна Кудрявцева в 1985 году перешла в Ленинградский государственный театр им. Ленинского комсомола, где создала роль Кати в комедии «Тамада». Рецензент Е. Алексеева пишет о спектакле «Тамада» в газете «Вечерний Ленинград»:

Актриса Т. Кудрявцева играет некую загадочную экзальтированную влюблённость, её очень хорошенькая героиня далека от серьёзного размышления об идеалах и их крушении. Спектакль «Тамада» идёт при переполненном зале. Успех его столь значителен, что лишние билетики спрашивают уже у метро «Горьковская».
Далее Татьяна Кудрявцева исполняет роли Доброй куклы в опере-феерии «Стойкий оловянный солдатик», Лилечки в спектакле «Страсти по Варваре», Джим в культовом рок-мюзикле «Овод» (по одноимённому роману).
Одновременно Татьяна Кудрявцева преподавала, проводя уроки актёрского мастерства в авторской гимназии Петроградского района Санкт-Петербурга. Детские спектакли «Маугли», «Жизнь Ментуша», «Сказка о золотом петушке», поставленные под руководством Татьяны Кудрявцевой, получили грамоту Комитета по делам семьи, детства и молодёжи Администрации Санкт-Петербурга.
С 1990 года Татьяна Кудрявцева — ведущая актриса Санкт-Петербургского драматического театра «Патриот» РОСТО. Здесь она сыграла 34 разноплановые роли: преданную Марфу-атаманшу в спектакле «Ванька-Каин», лирическую Марианну в спектакле «Идеальная пара», княгиню Юсупову в спектакле «Гришка Распутин», жену Фёдора Достоевского Анну Сниткину в спектакле «Дар Божий». В исторической драме Н. Коняева «Смерть и Любовь. Женщины Петра Великого» Татьяна Кудрявцева создала три образа женщин, повлиявших на судьбу императора Петра I. Журналист М. Дейнекина пишет в журнале «Встреча»:

Необходимо отметить блестящую актёрскую работу, которую продемонстрировала в спектакле «Смерть и любовь» Заслуженная артистка России Татьяна Кудрявцева, исполняющая роли Евдокии Лопухиной, Анны Монс, Екатерины Первой. Трижды свершается преображение актрисы на сцене. Три таких непохожих друг на друга женских характера создаёт артистка.
В 2006 году Татьяна Кудрявцева создала сложный и многогранный образ императрицы Екатерины Великой в дилогии Н. Коняева «Любовь и Смерть. Мужчины Екатерины Великой».
Татьяна Кудрявцева проводила шефскую и благотворительную деятельность в воинских гарнизонах, училищах, школах-интернатах, обществах блокадников и ветеранов. За патриотическое воспитание россиян Татьяне Кудрявцевой были вручены грамоты[значимость факта?] и благодарственные письма[значимость факта?] от командования Кантемировской дивизии, начальника ЦВК госпиталя им. Вишневского, командующего войсками Московского округа ПВО, командования Военной академии тыла и транспорта, начальника Михайловской артиллерийской академии.

## Семья
Отец Кудрявцев, Сергей Дмитриевич (1919—1978), мать — Кудрявцева (Цветкова), Валентина Николаевна (1926—1977)
Муж Геннадий Егоров (род. 1950) — актёр театра и кино, режиссёр, Заслуженный работник культуры Российской Федерации, дочери Кристина (род. 1979), Арина.

## Творчество

### Роли в театре

#### Ленинградский государственный театр юного зрителя
- 1974 — «Конёк-Горбунок» П. Ершова (постановка 1922 г., возобновление — реж. З. Корогодский) — отрок, жар-птица (студенческая работа)
- 1974 — «Сказки Пушкина», реж. П. Вейсбрём — море, гонец, мальчишка (студенческая работа)
- 1974 — «А зори здесь тихие» Б. Васильева, реж. С. Димант — рядовая Маша Смирнова (студенческая работа)
- 1974 — «Весенние перевёртыши» В. Тендрякова, реж. З. Корогодский — Генка (студенческая работа)
- 1974 — «Жила-была девочка» В. Недоброво, реж. З. Корогодский — раненый мальчик (студенческая работа)
- 1975 — «Белый пароход» Ч. Айтматова, реж. З. Корогодский и Л. Додин — мальчик (дипломная работа)
- 1975 — «Тимми, ровесник мамонта» по А. Азимову, реж. В. Фильштинский — Джерри
- 1975 — «Наш цирк», спектакль-шутка, реж. З. Корогодский — дрессировщица насекомых, укротительница тигров, баланс[3]

- 1975 — «Наш, только наш», фестиваль-сюрприз, реж. З. Корогодский — Натали Шайбу, кордебалет
- 1975 — «Открытый урок», спектакль-наблюдения, реж. З. Корогодский — роли в наблюдениях[4][2]
- 1975 — «Сказки Чуковского», реж. З. Корогодский — стрекоза, зайчиха, козлёнок, кошка, зайчонок, волчонок[2]
- 1976 — «Бэмби» Ф. Зальтена, реж. З. Корогодский — белочка[2][4][19]
- 1976 — «За всё хорошее — смерть» М. Ибрагимбекова, реж. З. Корогодский — Алик
- 1976 — «Потешки», реж. З. Корогодский — Петрушка[4]
- 1976 — «Трень-брень» Р. Погодина, реж. З. Корогодский — брюнетка[2]
- 1977 — «Чужая роль» С. Михалкова, реж. З. Корогодский — Толя Пучеглазиков
- 1977 — «Радуга зимой» М. Рощина, реж. З. Корогодский — Катя[4][2]
- 1977 — «Кошка, которая гуляла сама по себе» по Р. Киплингу, реж. З. Корогодский — сын человеческий[4][2]
- 1978 — «Привет, очкарики!» Керекиш, реж. З. Корогодский — Жужи
- 1980 — «Баллада о славном Бильбо Бэггинсе» Я. Гордина, реж. З. Корогодский — Двалин[2]
- 1980 — «Хоровод», реж. З. Корогодский — роли в сказках
- 1981 — «Будь здоров, школяр» Б. Окуджавы, реж. З. Корогодский — Манька
- 1983 — «Борис Годунов» А. Пушкина, реж. З. Корогодский — мальчик
- 1983 — «Горячий камень» по А. Гайдару, реж. З. Корогодский — старуха
- 1984 — «Я болею за Швецию» Л. Петрушевской, реж. З. Корогодский — Степанида[15]

#### Ленинградский государственный театр им. Ленинского комсомола
- 1985 — «Тамада» А. Галина[20], постановка Г. Егорова[8] — Катя[2]
- 1985 — «Сказки Маршака» по С. Маршаку, постановка Г. Егорова[20] — котёнок
- 1985 — рок-мюзикл «Овод» А. Колкера и А. Яковлева, постановка Г. Егорова[8] — Джим[2]
- 1986 — «Нам 50» Н. Голь и В. Тыкке, постановка Г. Егорова — артистка ТРАМа
- 1986 — опера-феерия «Стойкий оловянный солдатик» С. Баневича и Н. Денисова, постановка Г. Егорова[8] — добрая кукла[2]
- 1987 — «Старый дом» А. Казанцева, постановка Е. Арье[21] — девочка
- 1987 — «Белоснежка и семь гномов» Л. Устинова и О. Табакова[22] — ромашка
- 1988 — «Роман и Юлька» по Г. Щербаковой, постановка В. Голикова[21] — Алена
- 1989 — «Страсти по Варваре» О. Кучкиной, режиссёр И. Панина — Лилечка[15]

#### Санкт-Петербургский драматический театр «Патриот» РОСТО
- 1990 — «На Куликово трудный путь»[23] Э. Скобелева, постановка Г. Егорова[18] — рассказчица
- 1990 — «Сказ о солдате и Бессмертном Кощее» В. Белова[24], постановка Г. Егорова — кикимора[25]
- 1991 — «Ванька-Каин» К. Скворцова[26], постановка Г. Егорова — Марфа-атаманша, дочь Кукольника, маркиза Помпадур

- 1991 — «Дабы свеча рода русского не угасла» Н. Литвинской, постановка Г. Егорова — ведущая
- 1992 — «Небылицы»[9] по мотивам русских народных сказок, постановка Г. Егорова[18] — скоморошка, роли в сказках
- 1992 — «Ревизор» Н. Гоголя, постановка Г. Егорова — Марья Антоновна
- 1992 — «Гришка Распутин» К. Скворцова[27], постановка Г. Егорова — княгиня Юсупова
- 1993 — «Первая любовь» В. Богомолова и М. Ворфоломеева, постановка Г. Егорова — она
- 1994 — «Дорогой подарок» В. Попова, постановка Г. Егорова — Маша Березкина[28][29]
- 1995 — «Нам пять лет» С. Богомолова, постановка Г. Егорова — Анна Вырубова
- 1995 — «Срок проживания окончен» М. Ворфоломеева[24], постановка Г. Егорова — Дарья Арипина[29]
- 1996 — «Идеальная пара» В. Попова[30], постановка Г. Егорова — Марианна, Катька, Луиза, Дина[11]
- 1996 — «Про Хрюшу, метлу и бабу Ягу» И. Булышкиной, постановка Г. Егорова — Хрюша
- 1997 — «Послушай, брат мой, не всё решается на поле ратном…» К. Скворцова, постановка Г. Егорова — Прасковья
- 1997 — «Сказка о рыбаке и рыбке» А. Пушкина, постановка Г. Егорова[9] — золотая рыбка, море[29]
- 1997 — «Испытание» В. Попова, постановка Г. Егорова — Вероника[31]
- 1998 — «Сказка о попе и работнике его Балде» А. Пушкина[9], постановка Г. Егорова — поповна, чертёнок
- 1998 — «Дар Божий» К. Скворцова[32], постановка Г. Егорова[12] — Анна Григорьевна Сниткина, Мария, Аня
- 1999 — «Сказка о золотом петушке» А. Пушкина, постановка Г. Егорова[9] — воевода, шамаханская царица
- 2000 — «Нам десять лет» Н. Махнева, постановка Г. Егорова[12] — архивариус
- 2001 — «Смерть и Любовь. Женщины Петра Великого» Н. Коняева[24], постановка Г. Егорова[33] — Евдокия Лопухина, Анна Монс, Екатерина I[15][34]
- 2002 — «Сказка про Ивана-стрельца, или Пойди туда, не знаю куда» И. Булышкиной, постановка Г. Егорова[9] — Марья-искусница, чёрт, Баба Яга[12]
- 2003 — «О, этот мир, мир РОСТО в этом мире» Т. Кудрявцевой[35], постановка Г. Егорова — актриса
- 2004 — «Василий Тёркин» по А. Твардовскому, постановка Г. Егорова[9] — смерть
- 2005 — «Кабаре 666» Н. Пискуновой, постановка Г. Егорова — клоунесса
- 2006 — «Любовь и Смерть. Мужчины Екатерины Великой» Н. Коняева[24], постановка Г. Егорова[36] — Екатерина Великая
- 2008 — «Смерть и Любовь. Женщины Петра Великого» Н. Коняева[37], фильм-спектакль, постановка Г. Егорова[33] — Евдокия Лопухина, Анна Монс, Екатерина I[34]
- 2009 — «Любовь и Смерть. Мужчины Екатерины Великой» Н. Коняева[38], фильм-спектакль, постановка Г. Егорова — Екатерина Великая[15]
- 2011 — «Идеальная пара» В. Попова[11] (фильм-спектакль), постановка Г. Егорова — Марианна, Катька, Луиза, Дина[30]
- 2013 — «Жизнь продолжается», автор и исполнитель Т. Кудрявцева[15], постановка Г. Егорова (фильм-спектакль, DVD)

### Фильмография
- 1977 — фильм-спектакль «Крошечка-Хаврошечка» из цикла передач «Сказка за сказкой» на Ленинградском телевидении — Триглазка[2]
- 1978 — фильм-спектакль «Захудалое королевство» Г. Селянина из цикла передач «Сказка за сказкой» на Ленинградском телевидении — принцесса Маня[2]
- 1980 — художественный фильм «Крупный разговор» Г. Глаголева — Светлана[15]

### Работы на радио
- 1977 — «Легкий кораблик — капустный листок», радиоспектакль Ленинградского радио — Вовка[2]
- 1978 — «Морские рассказы», цикл передач Ленинградского радио — внук
- 1979 — «Вести из леса», цикл передач Ленинградского радио — ведущая
- 1979 — «Прогулки по городу», цикл передач Ленинградского радио — Митя

### Дискография
- 1987 — запись рок-мюзикла Ленинградского государственного театра им. Ленинского комсомола «Овод» А. Колкера и А. Яковлева, винил фирмы «Мелодия» — Джим[39]

## Признание и награды
- Заслуженная артистка Российской Федерации (1996)[1]
- Медаль «Пелагея Стрепетова» Президиума делегатского собрания Ленинградского ТЮЗа за актёрские работы на сцене Ленинградского ТЮЗа (1977)
- Грамота Комитета по делам семьи, детства и молодежи Администрации Санкт-Петербурга за активное участие в фестивале детских театральных коллективов (1997)
- Ветеран труда Российской Федерации удостоверение № 298249 от 26.05.1997 года выдано на основании распоряжения Администрации Петроградского района Санкт-Петербурга
- Медаль РОСТО (ДОСААФ) «Первый трижды Герой Советского Союза А. И. Покрышкин» за достигнутые творческие успехи и вклад в развитие Санкт-Петербургского драматического театра «Патриот» РОСТО (Постановление Бюро Правления ЦС РОСТО, протокол № 14 от 17 марта 2002 года)
- Медаль РОСТО (ДОСААФ) «60 лет Победы в Великой Отечественной войне 1941—1945» за большой вклад в дело патриотического воспитания молодежи (Приказ Председателя ЦС РОСТО (ДОСААФ) № 60 от 15 апреля 2005 года)
- Медаль РОСТО (ДОСААФ) «80 лет ОСОАВИАХИМ-ДОСААФ-РОСТО» за долголетнюю плодотворную деятельность в оборонном Обществе страны (Приказ Председателя ЦС РОСТО (ДОСААФ) № 50-п от 18 января 2007 года)
- Орден РОСТО (ДОСААФ) «За заслуги» III степени за вклад в реализацию основных целей РОСТО (ДОСААФ), укрепление единства и продолжение традиций оборонной организации (Приказ Председателя ЦС РОСТО (ДОСААФ) № 81-п от 26 марта 2008 года)[15]

В 1978 году на гастролях Ленинградского государственного театра юных зрителей на сцене Московского академического театра сатиры живописец, художник-постановщик кино Юрий Ракша подарил Кудрявцевой свою работу акварель, на которой она была изображена в роли Белочки из спектакля «Бэмби».